# Водопьяново
Водопьяново — село в Еланском районе Волгоградской области России, в составе Березовского сельского поселения.
Население — 103 (2016)

## История
В Списке населённых мест Саратовской губернии по данным 1859 года значится как село Водопьяново (оно же Старый хутор). Согласно Схематической карте Аткарского уезда 1912 года Водопьяново обозначено в границах Лиходеевской волости. Согласно Списку населённых мест Аткарского уезда 1914 года (по сведениям за 1911 год) село населяли преимущественно великороссы, всего 565 мужчины и 573 женщины. В селе имелись церковь и церковная школа
В 1921 году Лиходеевская волость перечислена из Аткарского уезда в новый Еланский уезд. В 1923 году в связи с упразднением Еланского уезда волость включена в состав Еланской волости Балашовского уезда
В 1928 году Водопьяново включено в состав Еланского района Камышинского округа (упразднён в 1930 году) Нижне-Волжского края (с 1934 года — Сталинградского края, с 1936 года — Сталинградской области). В 1953 году Лиходеевский, Водопьяновский и Ерешковский сельсоветы были объединены в один Лиходеевский, центр село Лиходеево, однако в списке населённых пунктов 1964 года значится в составе Терновского сельсовета. В 1982 году село Водопьяново было передано из Терновского сельсовета в Березовский.

## География
Село находится в пределах Хопёрско-Бузулукской равнины, являющейся южным окончанием Окско-Донской низменности, на реке Берёзовой (левый приток реки Терсы), на высоте около 130 метров над уровнем моря.
Почвы: чернозёмы южные и чернозёмы обыкновенные.
По автомобильным дорогам расстояние до областного центра города Волгоград составляет 340 км, до районного центра рабочего посёлка Елань — 17 км.

## Население
Динамика численности населения по годам:
| 1859 | 1897 | 1911 | 1987 | 2002 |
| ---- | ---- | ---- | ---- | ---- |
| 588  | 1094 | 1138 | ≈170 | 139  |

| 2010 | 2015 | 2016 |
| ---- | ---- | ---- |
| 102  | ↗104 | ↘103 |